# Ouranosaurus
 (janvier 2012).
Ouranosaurus nigeriensis
Genre
Espèce
Ouranosaurus (« lézard courageux ») est un genre fossile de dinosaures ornithopodes proche des iguanodons, qui vivait pendant le Crétacé inférieur il y a environ 110 millions d'années dans ce qui est maintenant l'Afrique.
Deux fossiles complets  ont été trouvés au Niger dans la formation d'Elrhaz en 1966, et nommés en 1976 par le paléontologue français Philippe Taquet : Ouranosaurus nigeriensis constitue la seule espèce connue.

## Description

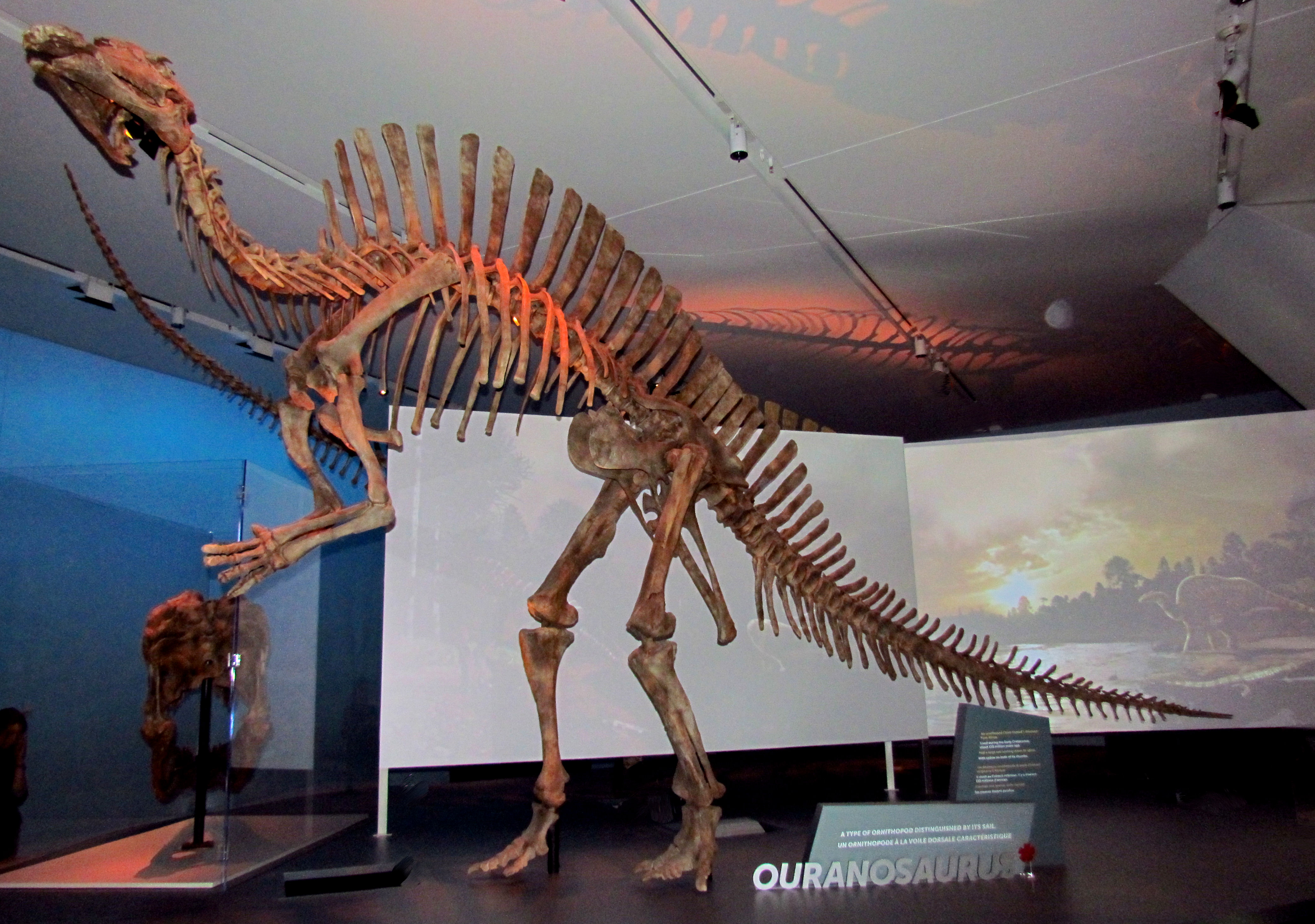
Montage du squelette d'Ouranosaurus au Musée royal de l'Ontario.

Ouranosaurus mesurait 7 mètres de long et pesait environ 4 tonnes, avec une morphologie élancée. 
Comme Spinosaurus, l'ouranosaure avait une grande crête dorsale. Elle était étendue entre de longues épines osseuses qui s'étendaient sur tout son dos et sa queue. Elle pouvait avoir une fonction de régulation de la température. Quand l'ouranosaure avait chaud, il pouvait ainsi se protéger des rayonnements solaires et optimiser son exposition au vent pour évacuer l'excès de chaleur de son corps. Quand il avait froid, il exposait sa crête au soleil pour se réchauffer[réf. nécessaire].
La crête pourrait aussi avoir été utilisée comme identification car l'ouranosaure vivait peut être en troupeau pour se protéger de prédateurs comme Suchomimus et Eocarcharia.  Peut-être brillamment colorée (simple spéculation), sa crête aurait pu aussi servir pour attirer les femelles ou intimider les mâles rivaux.
Il avait sur chaque main un pouce en éperon bien plus petit que celui de l'Iguanodon. Sa tête ressemblait à celle des hadrosauridae, les dinosaures « à bec de canard ».

## Alimentation

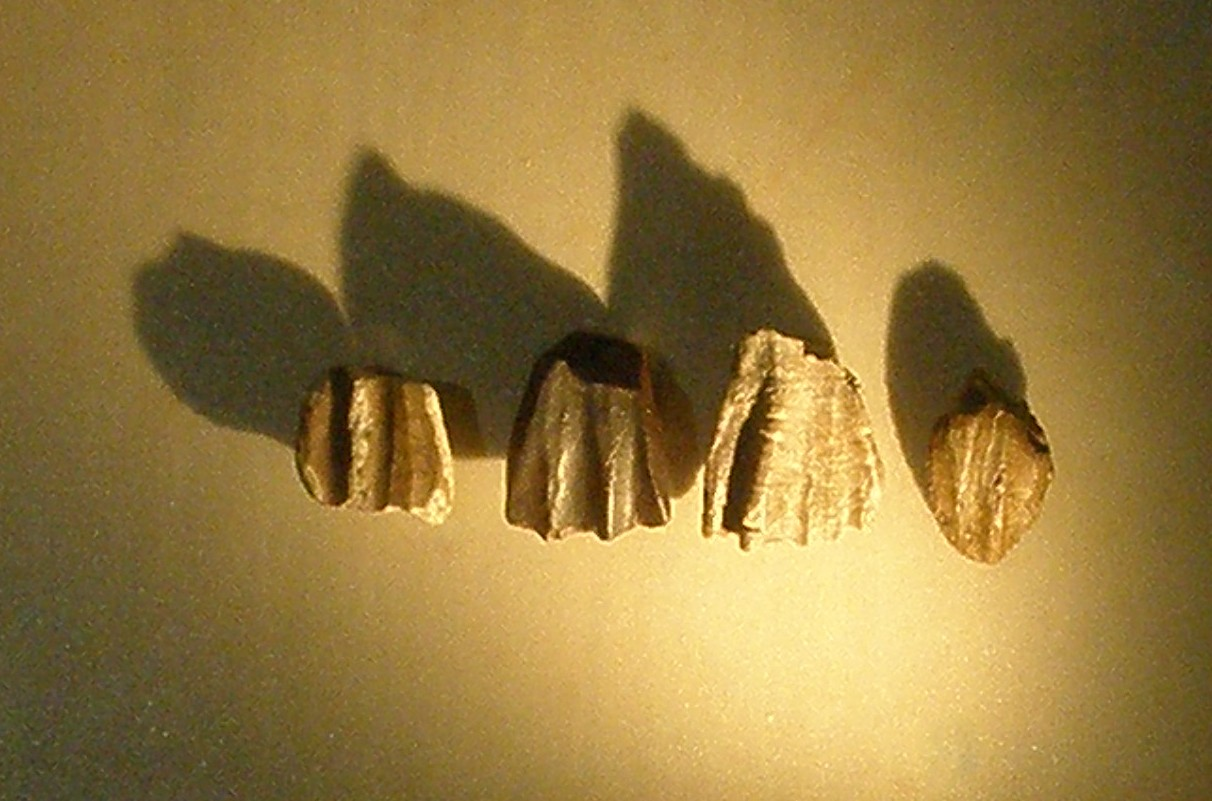
Dents d'Ouranosaurus.

L'ouranosaure était un herbivore qui n'avait pas de dents sur le devant des mâchoires, mais une grande série de dents sur les côtés pour mâcher la végétation avec son bec effilé.

## Classification
Alors qu'il partage des similitudes avec les iguanodons, tel le pouce éperon, l'ouranosaure est plus proche de la lignée des hadrosauridés, bien qu'il ne soit pas un vrai hadrosaure.